# Кастеллан
Кастеллан (фр. Castellane; окс. Castelana) — коммуна на юго-востоке Франции. Находится в департаменте Альпы Верхнего Прованса региона Прованс-Альпы-Лазурный берег.

## Галерея

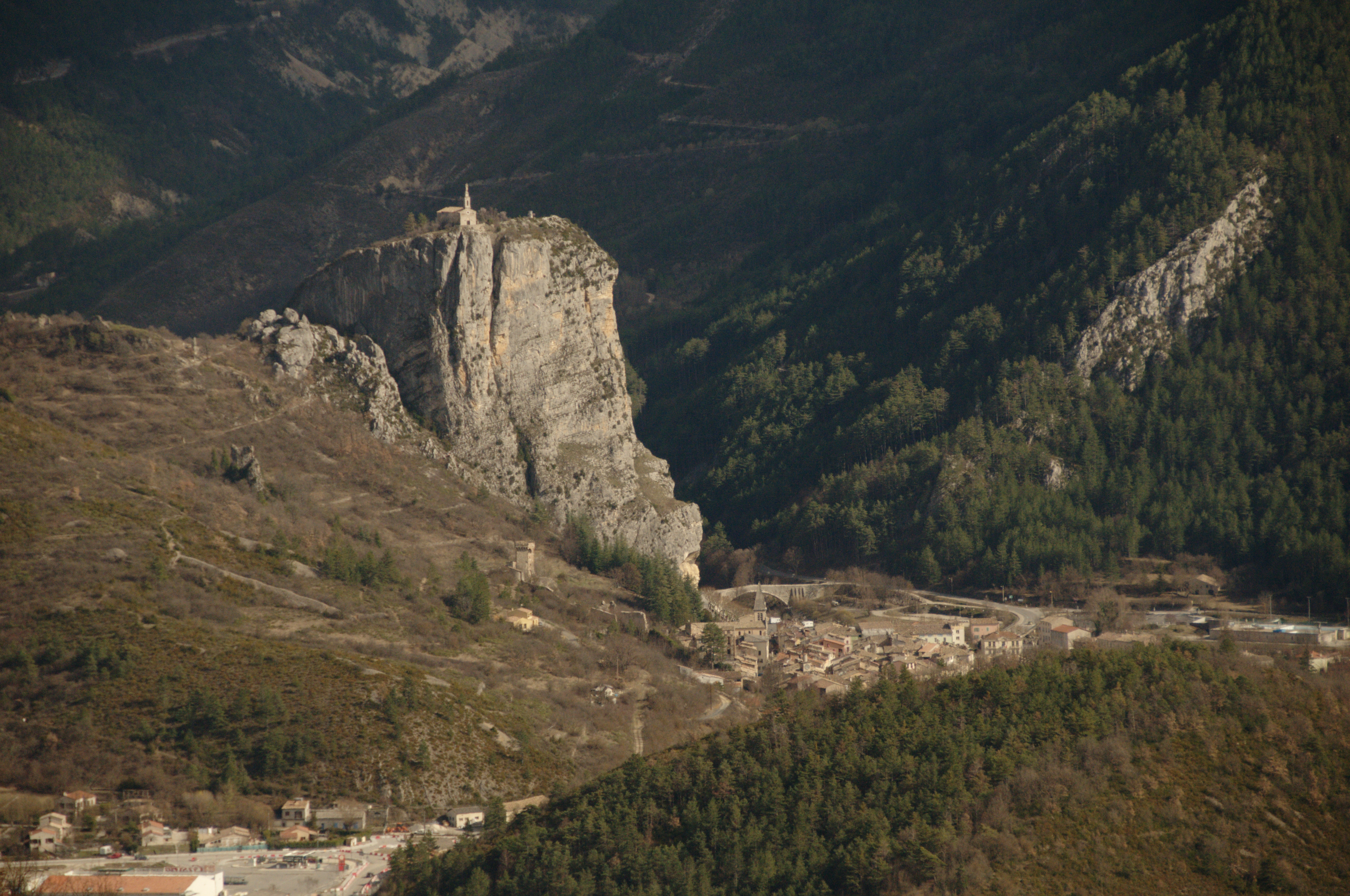
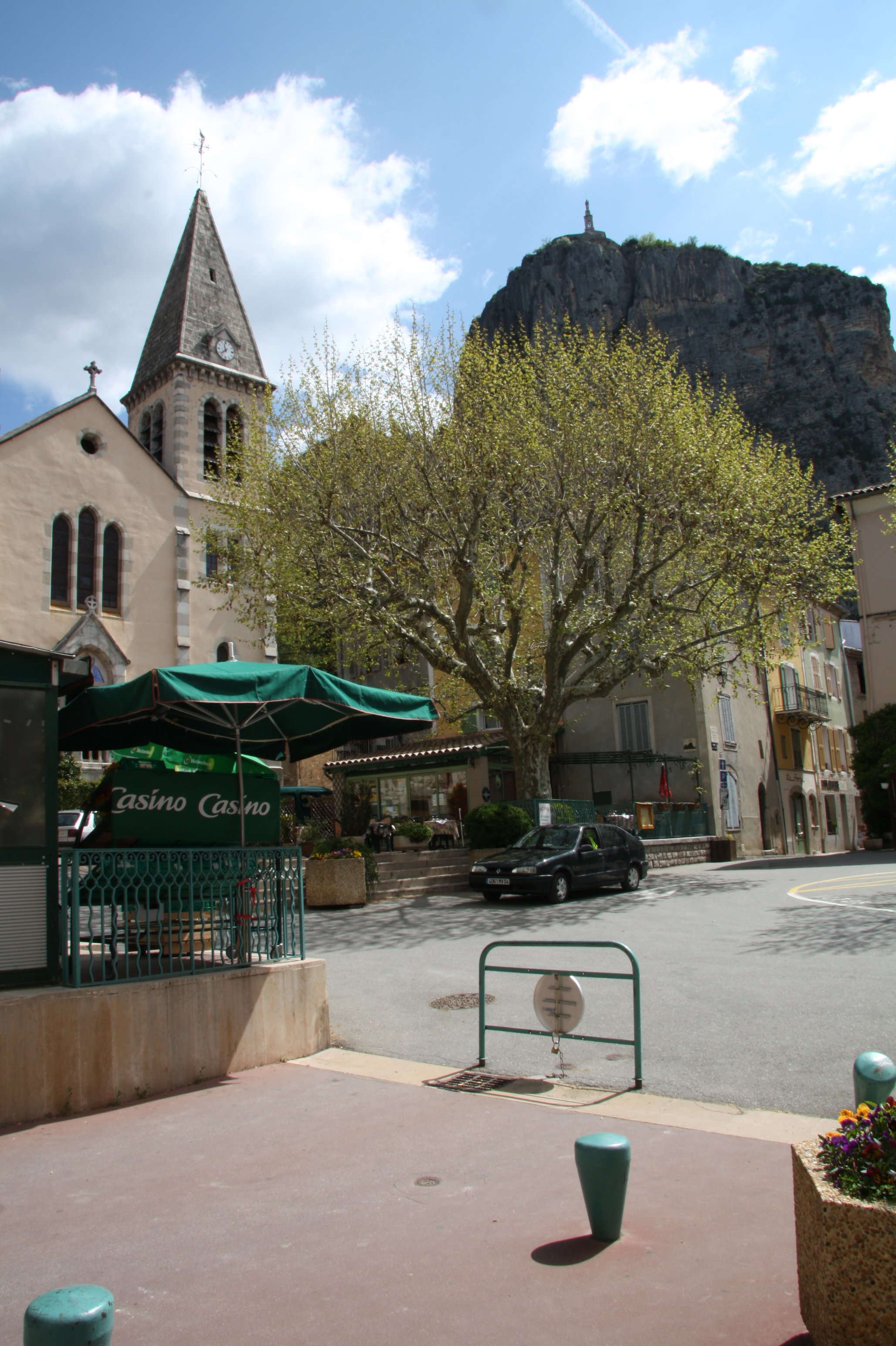
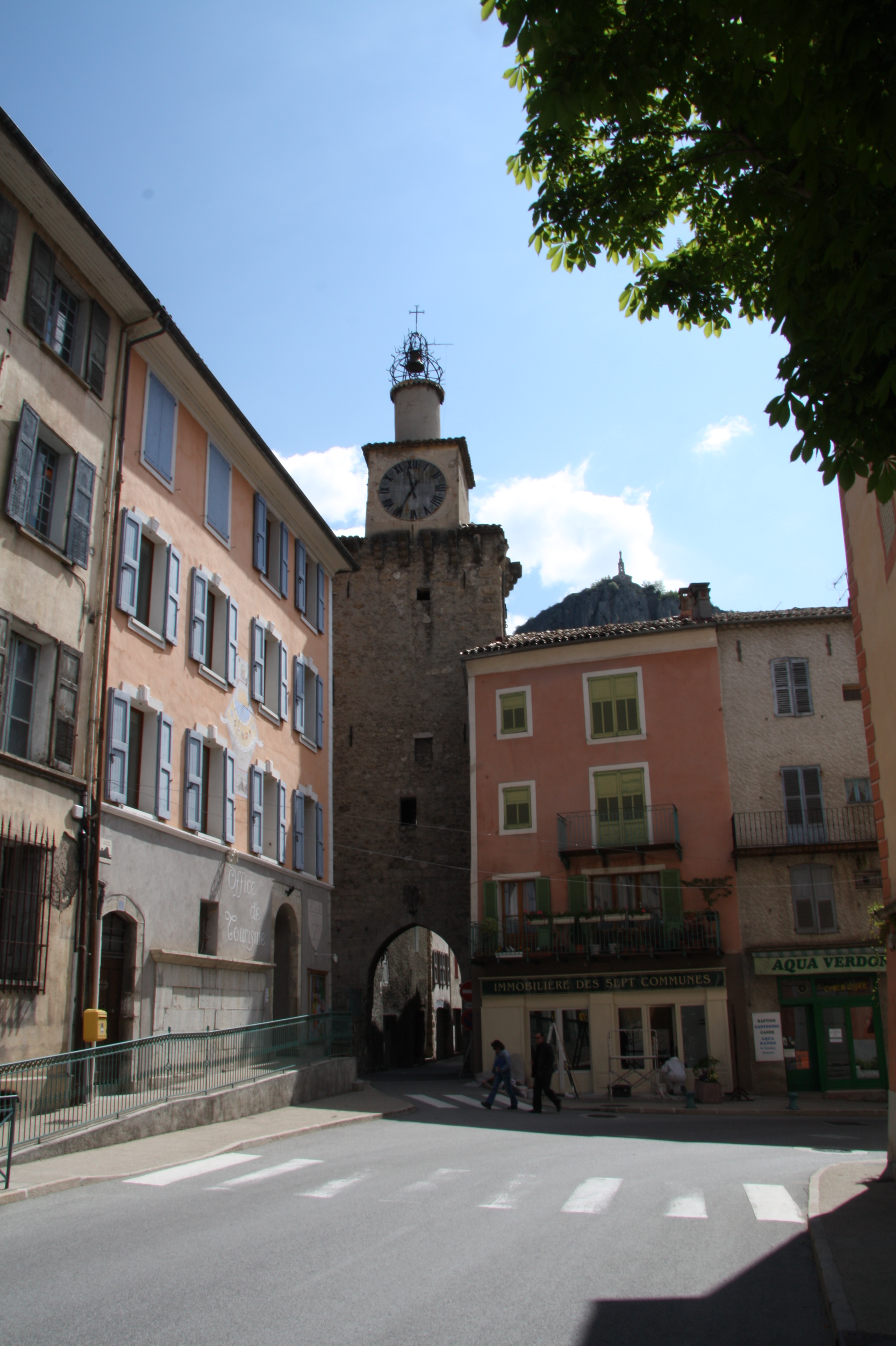
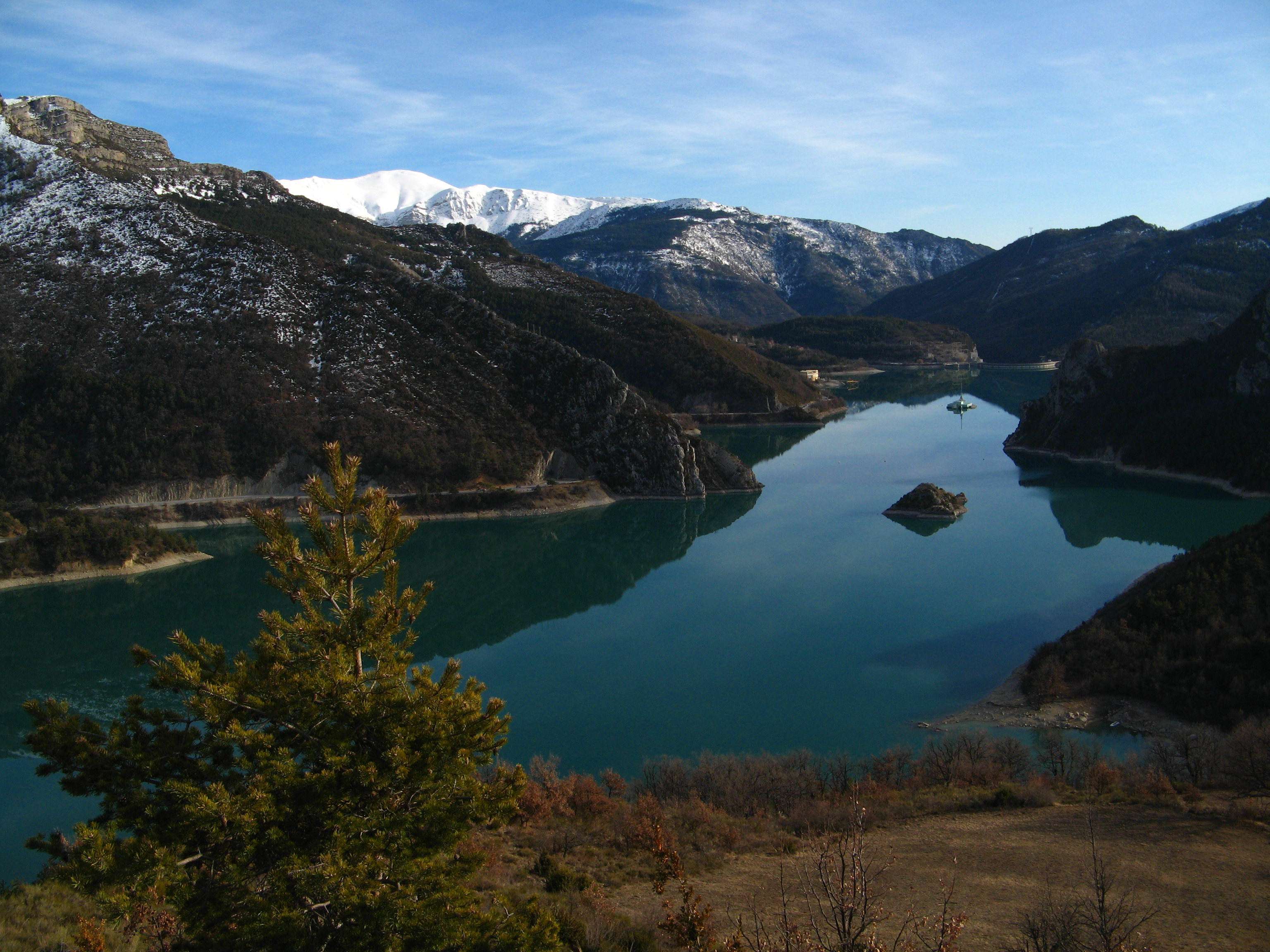
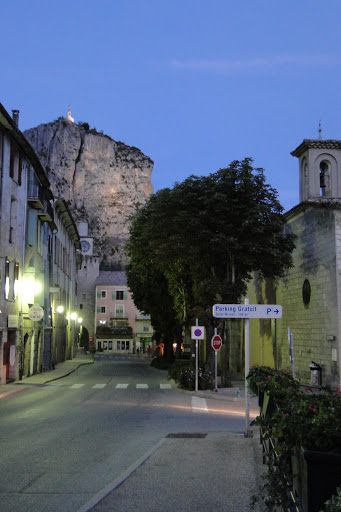